# Chudleigh
Chudleigh è un paese del Devon, in Inghilterra.